# Pandemia de COVID-19 em Trindade e Tobago
Este artigo documenta os impactos da pandemia de coronavírus de 2020 em Trindade e Tobago e pode não incluir todas as principais respostas e medidas contemporâneas.

## Linha do tempo
Em 12 de março, Trindade e Tobago divulgou o primeiro caso de COVID-19 no país, tratando-se de um homem de 52 anos de idade que estava na Suíça. Como prevenção, entrou em isolamento antes de começar a apresentar os sintomas da doença.
Em 13 de março, o segundo caso da doença foi registrado, tratando-se de um homem de 66 anos de idade, com histórico de viagens desconhecido, que se apresentou a uma unidade de saúde local e foi isolado. Em 15 de março, mais 4 casos foram confirmados.
Em 16 de março, o quinto caso foi confirmado. Em 17 de março, mais 2 casos foram confirmados. Em 19 de março, mais 2 casos foram confirmados. Em 21 de março, 40 novos casos confirmados. Sessenta e oito cidadãos de Trindade e Tobago partiram, em 5 de março, para um cruzeiro de sete dias no mar do Caribe. Após um caso suspeito, o Costa Favolosa foi obrigado a ancorar na costa de Guadalupe. Por conseguinte, foram testados imediatamente no Aeroporto Internacional de Piarco e levados para uma instalação de quarentena. No mesmo dia, 40 das 68 pessoas em quarentena apresentaram resultado positivo para o COVID-19, elevando o número total de casos confirmados para 49.